# Mike Lavér
Mikael "Mike" Lavér, född 21 december 1985 i Stockholm, är en svensk gitarrist. Han är tillsammans med Love Magnusson gitarrist i rockbandet Dynazty, vilket han har varit sedan år 2012.